# 12-та повітрянодесантна бригада (СРСР)
12-а гварді́йська пові́тряно-деса́нтна брига́да (12 пдбр) — повітряно-десантна бригада, військове з'єднання повітряно-десантних військ Радянського Союзу за часів Другої світової війни. В бойових діях участі не брала.

## Історія з'єднання
12-та повітряно-десантна бригада була сформована у грудні 1943 року в Московської області та разом з 9-ю, 10-ю бригадами увійшла до складу 15-ї гвардійської Свірської повітряно-десантної дивізії. Першим командиром був підполковник Кукс.
По завершенні етапу формування бригада залучалась до проведення низки командно-штабних навчань на місцевості із застосуванням засобів зв'язку в контексті підготовки до проведення бойової повітряно-десантної операції.
Однак наприкінці січня 1944 року на підставі наказу Народного комісара оборони СРСР № 003 від 19 січня 1944 року та Директиви Генерального штабу від 19 січня 1944 року №орг/2/304589 у період с 20 до 25 січня 1944 року у місті Раменське, Московської області 15-та гвардійська повітряно-десантна дивізія була переформована на 100-ту гвардійську стрілецьку дивізію з підпорядкуванням 37-му гвардійському стрілецькому корпусу Героя Радянського Союзу генерал-лейтенанта Миронова П.В.. 12-та гвардійська повітряно-десантна бригада стала 304-м гвардійським стрілецьким полком.

## Командування
- Командири:
  - Николаєц Прокіп Максимович (6 липня 1943 року — 23 січня 1944 року)?;
  - Омельченко Степан Сергійович.